# 16402 Olgapopova
A 16402 Olgapopova (ideiglenes jelöléssel (16402) 1984 UR) a Naprendszer kisbolygóövében található aszteroida. Edward L. G. Bowell fedezte fel 1984. október 26-án.